# La hora final (película de 1959)
La hora final es una película de Stanley Kramer de 1959. Se trata de una adaptación cinematográfica de la novela de Nevil Shute On the Beach (1957).

## Sinopsis
Es una película posapocalíptica que trata sobre el destino de los seres humanos en Australia tras el holocausto nuclear de la III Guerra Mundial. El escenario de la guerra fue el hemisferio norte, donde la vida fue exterminada. Sin embargo, la aniquiladora nube radiactiva producida por una bomba de cobalto se extiende cada vez más al hemisferio sur y va llegando a Australia, donde, a causa de la carestía de combustible, se han vuelto a usar como transporte los caballos. El Gobierno reparte venenos para el suicidio al fin de evitar una muerte lenta por la radiactividad. Sin embargo, se recibe una transmisión sin sentido desde la costa de Estados Unidos y existe una improbable teoría que afirma que la radiación remitirá. Para investigar ambas parte un submarino estadounidense desde Australia como la última esperanza de la humanidad. 
Se trata de una película pesimista y ofrece una visión muy negra del final de la humanidad y analiza cómo reaccionan ante esta situación extrema los distintos personajes. La banda sonora está casi íntegramente basada en el himno oficioso de Australia "Waltzing Matilda". En esta película se formula una crítica humanista hacia las potencias dominantes de la Guerra Fría.

## Adaptación
En el año 2000 fue publicado un refrito en formato de telefilme, dirigido por Russell Mulcahy.